# Oligia atrivittella
Oligia atrivittella är en fjärilsart som beskrevs av Embrik Strand 1917. Oligia atrivittella ingår i släktet Oligia och familjen nattflyn. Inga underarter finns listade i Catalogue of Life.